# Lajoš Engler
Pour les articles homonymes, voir Engler.
Lajoš Engler (en serbe : Лајош Енглер) est un joueur yougoslave de basket-ball né le 28 juin 1928 à Bátaszék dans le Royaume de Hongrie et mort le 1er mai 2020 à Zrenjanin (Serbie).

## Palmarès
- Champion de Yougoslavie 1956